# Rurkonos
Rurkonos (Nyctimene) – rodzaj ssaków z podrodziny Nyctimeninae w obrębie rodziny rudawkowatych (Pteropodidae).

## Rozmieszczenie geograficzne
Rodzaj obejmuje gatunki występujące w Indonezji, Papui-Nowej Gwinei, Australii i na Wyspach Salomona.

## Morfologia
Długość ciała (bez ogona) 69,3–144 mm, długość ogona 12–32,6 mm, długość ucha 7–24 mm, długość tylnej stopy 8,2–24 mm, długość przedramienia 48,3–88,1 mm; masa ciała 26–100 g.

## Systematyka
Rodzaj zdefiniował w 1797 roku niemiecki przyrodnik Moritz Balthasar Borkhausen w publikacji swojego autorstwa zatytułowanej Fauna Niemiec, czyli zwięzła historia naturalna zwierząt Niemiec. Część pierwsza: Ssaki i ptaki. Borkhausen w oryginalnym opisie nie wymienił żadnego gatunku; gatunkiem typowym jest (późniejsze oznaczenie) rurkonos sulaweski (N. cephalotes).

### Etymologia
- Nyctimene (Nyctymene): gr. νυκτι- nukti- ‘nocny’, od νυξ nux, νυκτος nuktos ‘noc’; μηνη mēnē ‘księżyc’[16].
- Cephalotes (Cephalotus): epitet gatunkowy Vespertilio cephalotes Pallas, 1767; gr. κεφαλωτός kephalōtos ‘mający głowę’, od κεφαλη kephalē ‘głowa’; -οτης -otēs ‘odnoszący się do’, od ειδος eidos ‘podobieństwo’[17]. Gatunek typowy (absolutna tautonimia): Vespertilio cephalotes Pallas, 1767.
- Harpyia (Harpya, Harpyja): w mitologii greckiej harpie (gr. Ἁρπυιαι Harpuiai) były drapieżnymi duchami (demonami) o kształcie pół sępa i pół kobiety[18]. Gatunek typowy (oznaczenie monotypowe): Vespertilio cephalotes Pallas, 1767.
- Gelasinus: gr. γελασινος gelasinos ‘śmieszek’, od γελαω gelaō ‘śmiać się’[19].
- Uronycteris: gr. ουρα oura ‘ogon’; νυκτερις nukteris, νυκτεριδος nukteridos ‘nietoperz’[20]. Gatunek typowy (oznaczenie monotypowe): Cynopterus (Uronycteris) albiventer J.E. Gray, 1863.
- Bdelygma: gr. βδέλυγμα bdelygma ‘abominacja, wstręt’[21]. Gatunek typowy (oryginalne oznaczenie): Harpyia major Dobson, 1877.

### Podział systematyczny
Do rodzaju należą następujące gatunki:
| Grafika | Gatunek                | Autor i rok opisu            | Nazwa zwyczajowa          | Podgatunki         | Rozmieszczenie geograficzne | Podstawowe wymiary                                                  | Status IUCN |
| ------- | ---------------------- | ---------------------------- | ------------------------- | ------------------ | --- | ------------------------------------------------------------------- | ----------- |
|         | Nyctimene aello        | (O. Thomas, 1900)            | rurkonos szerokopaskowany | gatunek monotypowy | niziny Nowej Gwinei (Indonezja i Papua-Nowa Gwinea), Wyspy Raja Ampat (Waigeo i Misool), wyspy Kairiru i Admosin, u północnych wybrzeży; zakres wysokości: 0–1000 m n.p.m.      | DC: 10,3–14,4 cm DO: 1,4–3,1 cm DP: 7,7–8,8 cm MC: 70–93 g          | LC          |
|         | Nyctimene cyclotis     | Andersen, 1910               | rurkonos okrągłouchy      | gatunek monotypowy | północno-zachodnia Nowa Gwinea (góry Pegunungan Arfak); wstępnie Wyspy Raja Ampat (Waigeo i Mansuar)                                                                            | DC: brak danych DO: brak danych DP: 5,4–5,6 cm MC: brak danych      | DD          |
|         | Nyctimene certans      | Andersen, 1912               | rurkonos górski           | gatunek monotypowy | góry Nowej Gwinei (Indonezja i Papua-Nowa Gwinea); wstępnie Archipelag Bismarcka (wschodnia Nowa Brytania); zakres wysokości: 700–3000 m n.p.m.                                 | DC: 8,1–11,8 cm DO: 1,2–3 cm DP: 5,5–6,9 cm MC: 33–48 g             | LC          |
|         | Nyctimene wrightae     | Irwin, 2017                  |                           | gatunek monotypowy | nizinne i górskie lasy deszczowe Nowej Gwinei (Indonezja i Papua-Nowa Gwinea); zakres wysokości: 40–770 m n.p.m.                                                                | DC: 8,4–8,6 cm DO: 1,9–2,2 cm DP: 5,2–6,3 cm MC: 34–36 g            | LC          |
|         | Nyctimene varia        | Andersen, 1910               | rurkonos mały             | gatunek monotypowy | endemit Indonezji: środkowe Moluki (Buru i Seram); zakres wysokości: 700–900 m n.p.m.                                                                                           | DC: brak danych DO: brak danych DP: około 5,5 cm MC: brak danych    | VU          |
|         | Nyctimene albiventris  | (J.E. Gray, 1863)            | rurkonos papuaski         | 2 podgatunki       | północne Moluki, Wyspy Raja Ampat, Wyspy Kai, północne Wyspy Aru, nizinna Nowa Gwinea, Wyspy Admiralicji i Archipelag Bismarcka                                                 | DC: 7,4–11,5 cm DO: 1,8–2,5 cm DP: 5,5–6,7 cm MC: 27–55 g           | LC          |
|         | Nyctimene draconilla   | O. Thomas, 1915              | rurkonos smoczy           | gatunek monotypowy | głównie niziny Nowej Gwinei na południe od Gór Centralnych (Indonezja i Papua-Nowa Gwinea); zakres wysokości: 0–100 m n.p.m.                                                    | DC: 7–8,8 cm DO: 1,5–2,2 cm DP: 4,8–5,4 cm MC: 26–31 g              | DD          |
|         | Nyctimene masalai      | J.D. Smith & C.S. Hood, 1983 | rurkonos demoniczny       | gatunek monotypowy | endemit Papui-Nowej Gwinei (Archipelag Bismarcka (Nowa Irlandia i prawdopodobnie inne wyspy))                                                                                   | DC: 9,4–10,3 cm DO: 2,1–2,2 cm DP: 6,3–6,7 cm MC: 45–52 g           | DD          |
|         | Nyctimene malaitensis  | C.J. Phillips, 1968          | rurkonos salomoński       | gatunek monotypowy | endemit Wysp Salomona: Malaita i Makira; być może mniejsze wyspy satelitarne (np. Ugi); zakres wysokości: 0–1100 m n.p.m.                                                       | DC: około 11,8 cm DO: około 2,3 cm DP: około 6,5 cm MC: brak danych | LC          |
|         | Nyctimene vizcaccia    | O. Thomas, 1914              | rurkonos archipelagowy    | 2 podgatunki       | Wyspy Admiralicji (Manus), Archipelag Bismarcka (Nowa Irlandia, Nowa Brytania i Umboi) oraz Wyspy Salomona (Buka na południe od Guadalcanal); zakres wysokości: 0–1800 m n.p.m. | DC: 7,4–11,5 cm DO: 1,5–2,5 cm DP: 5,2–6,7 cm MC: 27–55 g           | LC          |
|         | Nyctimene major        | (Dobson, 1877)               | rurkonos wyspowy          | 4 podgatunki       | Archipelag Bismarcka, Wyspy d’Entrecasteaux, Luizjady i Wyspy Salomona, kilka innych wysp (na wschód od Nendö); zakres wysokości: 0–900 m n.p.m.                                | DC: 9–13,8 cm DO: 1,8–3,3 cm DP: 6,5–8,7 cm MC: 52–100 g            | LC          |
|         | Nyctimene sanctacrucis | Troughton, 1931              | rurkonos samotny          | gatunek monotypowy | Wyspy Salomona (Nendö) (prawdopodobnie wymartły) | DC: brak danych DO: brak danych DP: brak danych MC: brak danych     | DD          |
|         | Nyctimene rabori       | Heaney & R.L. Peterson, 1984 | rurkonos filipiński       | gatunek monotypowy | Filipiny (Sibuyan, Cebu, Negros i prawdopodobnie Panay), wstępnie Wyspy Talaud i Sangihe (Indonezja); zakres wysokości: 0–1300 m n.p.m.                                         | DC: 11,3–12,4 cm DO: 1,9–3 cm DP: 7,3–8,1 cm MC: 60–74 g            | EN          |
|         | Nyctimene cephalotes   | (Pallas, 1767)               | rurkonos sulaweski        | 2 podgatunki       | Celebes, Wyspy Sula (Mangole i Sanana), środkowe Moluki, Wyspy Tanimbar (Yamdena) i Timor (gdzie być może jest wymarły); zakres wysokości: 0–1800 m n.p.m.                      | DC: 8,7–10 cm DO: 1,7–2,5 cm DP: 6,2–7 cm MC: 40–49 g               | LC          |
|         | Nyctimene keasti       | D.J. Kitchener, 1993         | rurkonos molucki          | 3 podgatunki       | endemit Indoenzji: Wyspy Babar, WWyspy Kai, Wyspy Tanimbar (Larat, Yamdena i Salaru); niepotwierdzony na Flores, Timorze i Gag; zakres wysokości: 0–1000 m n.p.m.               | DC: 6,9–8,9 cm DO: 1,8–2,5 cm DP: 4,1–4,6 cm MC: 29–30 g            | NT          |
|         | Nyctimene robinsoni    | O. Thomas, 1904              | rurkonos żółtoplamy       | gatunek monotypowy | północno-wschodnia i wschodnia Australia (wschodni Queensland i północno-wschodnia Nowa Południowa Walia, z kilkoma wyspami); wstępnie na Papui-Nowej Gwinei                    | DC: 8,3–9,3 cm DO: 2,1–2,4 cm DP: 6,5–6,9 cm MC: 42–59 g            | LC          |

Kategorie IUCN:  LC  – gatunek najmniejszej troski,  NT  – gatunek bliski zagrożenia,  VU  – gatunek narażony,  EN  – gatunek zagrożony,  DD  – gatunki o nieokreślonym stopniu zagrożenia;.